# Pro Mobilität
Pro Mobilität (vollständig Pro Mobilität – Initiative für Verkehrsinfrastruktur e. V.) ist ein gemeinnütziger Verein mit Sitz in Berlin, der sich für Ausbau, Erhalt und Modernisierung der Verkehrsinfrastruktur, insbesondere des Straßennetzes, in Bund, Ländern und kommunalen Gebietskörperschaften, sowie für die mit der Mobilität der Bevölkerung verbundenen Bereiche der Verkehrssicherheit einsetzt. Mitglieder sind unter anderem Verbände und Unternehmen aus den Bereichen Logistik, Automobilclubs, Automobilwirtschaft, Bau- und Baustoffwirtschaft, Infrastrukturbetreiber, Verkehrssicherheit sowie der Service- und Dienstleistungswirtschaft.

## Struktur
Der Verband zählt 41 Mitglieder aus den Bereichen Logistik, Automobilclub, Automobilwirtschaft, Bau- und Baustoffwirtschaft, Infrastrukturbetreiber, Verkehrssicherheit, Service- und Dienstleistungswirtschaft. In seiner Satzung wird angegeben, dass „ausschließlich und unmittelbar gemeinnützige Zwecke“ verfolgt werden und dass der Verein selbstlos tätig ist. Die Hauptversammlung, die sich aus Vertretern der Mitglieder zusammensetzt, ist zuständig für die Wahl des Präsidiums. Das Präsidium, bestehend aus dem Vorsitzenden (Präsidenten) und sieben Vizepräsidenten, bestimmt einen Geschäftsführer.

### Präsidium
Das Präsidium besteht aus den folgenden Personen (Stand Februar 2022):
- Präsident Eduard Oswald, ehemaliger Bundesminister für Raumordnung, Bauwesen und Städtebau und ehemaliger Vizepräsident des Deutschen Bundestags
- Vizepräsident Peter H. Coenen, Geschäftsführer, Hochtief PPP Solutions GmbH
- Vizepräsident Dirk Engelhardt, Vorstandssprecher, Bundesverband Güterkraftverkehr, Logistik und Entsorgung (BGL) e. V.
- Vizepräsident Walter Fleischer, Geschäftsführer, KEMNA BAU Andreae GmbH & Co. KG
- Vizepräsident Gerhard Hillebrand, Verkehrspräsident, ADAC e. V.
- Vizepräsident Stefan Kölbl, Vorsitzender der Vorstände, DEKRA SE und DEKRA e. V.
- Vizepräsident Peter Markus Löw, Vorsitzender der Geschäftsführung, Autobahn Tank & Rast Gruppe GmbH & Co. KG
- Vizepräsidentin Hildegard Müller, Präsidentin, Verband der Automobilindustrie e. V. (VDA)

## Aktivitäten
Durch die branchenübergreifende Zusammenarbeit und politiknahe Fokussierung auf Verkehrsinfrastruktur verfügt der Verein über vielfältige Kontakte in Politik, Verwaltung, Wirtschaft und Medien. Mit Initiativen und Aktionen, wie Veranstaltungen zur Aufklärung und Information der Öffentlichkeit, die Anfertigung von Stellungnahmen und wissenschaftlichen Forschungsarbeiten und die Veröffentlichung von Daten zur Verkehrsinfrastruktur und deren Auswirkungen auf die Verkehrs- und Transportsicherheit wirkt der Verband bei der langfristigen Verbesserung der Verkehrsinfrastruktur und Verkehrssicherheit aktiv mit. Zu aktuellen politischen Geschehnissen äußert sich der Verband mit ausführlichen Positionspapieren und Pressemitteilungen. Zudem organisiert der Verband eigene Diskussionsveranstaltungen mit Vertretern aus Wissenschaft, Wirtschaft, Politik und Verbandswesen um im Dialog Fragen zur Zukunft der Verkehrsinfrastruktur zu erörtern.

## Kritik
Die Allianz pro Schiene kritisierte die Gründung des Verbandes als „dreiste Irreführung“, unter dem Deckmantel des Mobilitätsbegriffes würden einseitig Straßeninteressen vertreten.
Thomas Leif und Rudolf Speth stellen in ihrem Buch Die Stille Macht fest, dass es mittlerweile eine gute Tradition der Straßenbaulobby sei, sich Leute aus der Politik zu holen (hier Präsident Eduard Oswald). Diese Menschen besäßen Kontakte zu den Entscheidungsträgern und könnten diese nützlich einsetzen.